# Рау, Густав (коллекционер)
Доктор Густав Пауль Людвиг Рау (нем. Gustav Paul Ludwig Rau; 21 января 1922, Штутгарт, Германия — 3 января 2002, Герлинген, Баден-Вюртемберг, Германия) — немецкий врач, филантроп и коллекционер, собравший крупнейшую частную коллекцию произведений искусства.

## Биография
Густав Пауль Людвиг Рау родился в семье предпринимателя, владевшего производством автомобильных запасных частей. В 1942 году со студенческой скамьи он был призван в Вермахт. Будучи противником войны и нацизма, он в 1944 году сдался в плен британским войскам. После освобождения в 1947 году он продолжил образование, получил докторскую степень по экономике и присоединился к своему отцу, компанией которого руководил до начала 1970-х годов.
Одновременно Рау обучался медицине, и в 1970 году получил диплом врача. В 1972 году он круто изменил свою жизнь. Он продал своё предприятие за 443 миллиона немецких марок и в 1974 отправился в Нигерию в качестве врача больницы в городе Абеокута. В 1980 году он на собственные средства начал строить больницу в Чирири близ Букаву на востоке Заира. В 1983 году больница была открыта. В ней ежегодно лечилось около двух тысяч человек, а около 8 тысяч получали лекарства и питание. Во время гражданской войны в соседней Руанде это число доходило до 15 тысяч. Больница вела борьбу с недоеданием, и согласно отчёту, в её окрестностях к 1988 году не осталось голодающих детей, подлежащих госпитализации. При больнице была создана школа и библиотека. Рау обеспечивал бесплатное обучение 30000 детей до шестого класса.
В 1958 году Рау начал коллекционировать произведения искусства. Тогда он приобрёл картину Герарда Доу «Повариха». Впоследствии он регулярно отправлялся из африканской больницы на аукционы в Европе и Америке. Всего он приобрёл не менее 2200 работ, но часть из них он затем продал, когда срочно потребовались дополнительные средства для больницы.
Из-за ухудшения состояния здоровья и начавшейся войны в Заире в 1993 году Рау переезжает в Монако. Ранее он основал три фонда, два в Швейцарии и один в Лихтенштейне. Этим фондам должна была достаться коллекция Рау после его смерти, а средства от продажи произведений должны были направляться для помощи детям в странах третьего мира. Однако вскоре после возвращения Рау в Европу произошло осложнение его заболевания, что привело к спору юристов о его дееспособности. Юридически ситуация осложнялась тем, что Рау составил несколько завещаний, и последнее — 1999 года — передавало право распоряжаться коллекцией от швейцарских фондов немецкому представительству ЮНИСЕФ. Швейцарские фонды настаивали на сохранении за ними права распоряжаться наследством Рау согласно предыдущим завещаниям. После того как суд в Баден-Бадене признал дееспособность Рау и подтвердил его последнее завещание, коллекция была перемещена из швейцарского Эмбраха в германский Констанц, недалеко от клиники, где находился в это время Рау.
Густав Рау скончался в клинике города Герлинген близ Штутгарта 3 января 2002 года. После смерти Рау судебно-медицинские эксперты обнаружили в его организме чрезвычайно высокую дозу амантадина — препарата от болезни Паркинсона. Прокуратура Штутгарта провела расследование по подозрению в непредумышленном убийстве, но в связи с отсутствием доказательств дело было прекращено.
Тяжбы в судах Германии, Швейцарии, Лихтенштейна о праве распоряжения наследием покойного доктора Рау продолжались на протяжении нескольких десятилетий. Очередное решение в пользу ЮНИСЕФ было принято швейцарским арбитражным судом 4 декабря 2020 года.

## Коллекция Рау
Рау начал коллекционировать искусство в 1958 году, купив «Повариху» Герарда Доу. Затем, получив наследство отца и дяди, он начал пополнять своё собрание активнее. Его привлекали произведения искусства от раннего возрождения до классического модернизма XX века. Он регулярно путешествовал из Африки в Париж, Лондон и Нью-Йорк для участия в крупнейших аукционах. При этом он вёл крайне замкнутый образ жизни, картины из его собрания почти никто не видел, и они постепенно накапливались на арендованном складе дьюти-фри в швейцарском Эмбрахе. Постепенно сформировалась одна из крупнейших частных коллекций в мире, которую называли второй после собрания Тиссен-Борнемисса. В собрание вошли произведения таких художников, как Фра Анджелико, Пьер Боннар, Поль Сезанн, Лукас Кранах Старший, Жан-Оноре Фрагонар, Эль Греко, Макс Либерман, Клод Моне, Камиль Писсарро, Гвидо Рени, Огюст Ренуар и многие другие. К концу жизни доктор Рау собрал 756 произведений живописи, скульптуры, прикладного искусства, которые оценивались примерно в 500 миллионов фунтов стерлингов.
Лишь в 1999 году Рау согласился представить свою коллекцию публике. 106 произведений отправились на выставку в Японию, затем в парижский Люксембургский музей. После успеха в Париже турне продолжилось в Роттердаме, Кёльне и других городах.

После смерти Рау его коллекция находится в распоряжении немецкого представительства ЮНИСЕФ. 270 произведений предоставлены в аренду музею Арпа в Ремагене, где экспонируются на временных выставках. Другие работы постепенно продаются, а средства от их продажи используются ЮНИСЕФ для финансирования программ защиты детей.

Картины из собрания Густава Рау
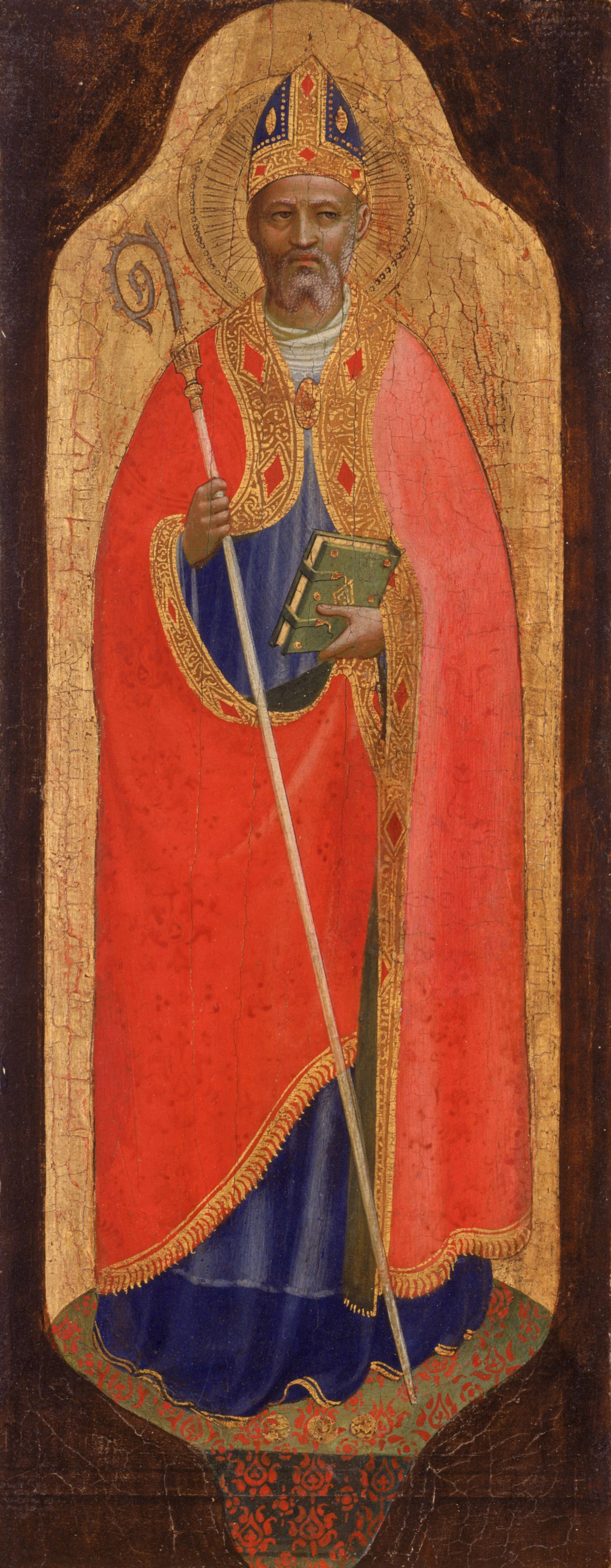
Фра Беато Анджелико. Святой Николай. 1425/30. Дерево, темпера. 35,5 x 14 см
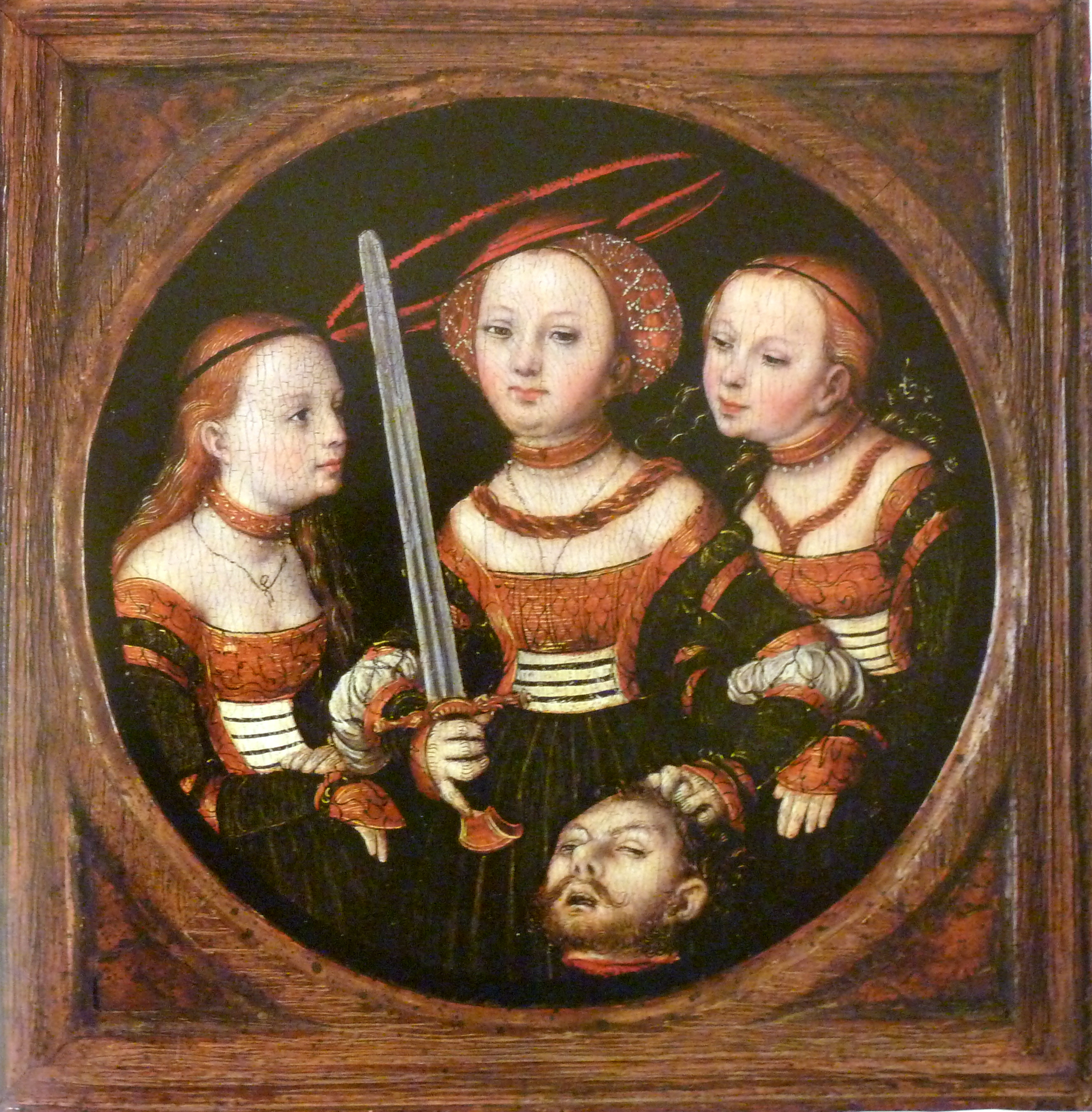
Лукас Кранах Старший. Юдифь с головой Олоферна. 1525. Дерево, масло.  ⌀14,6 см.
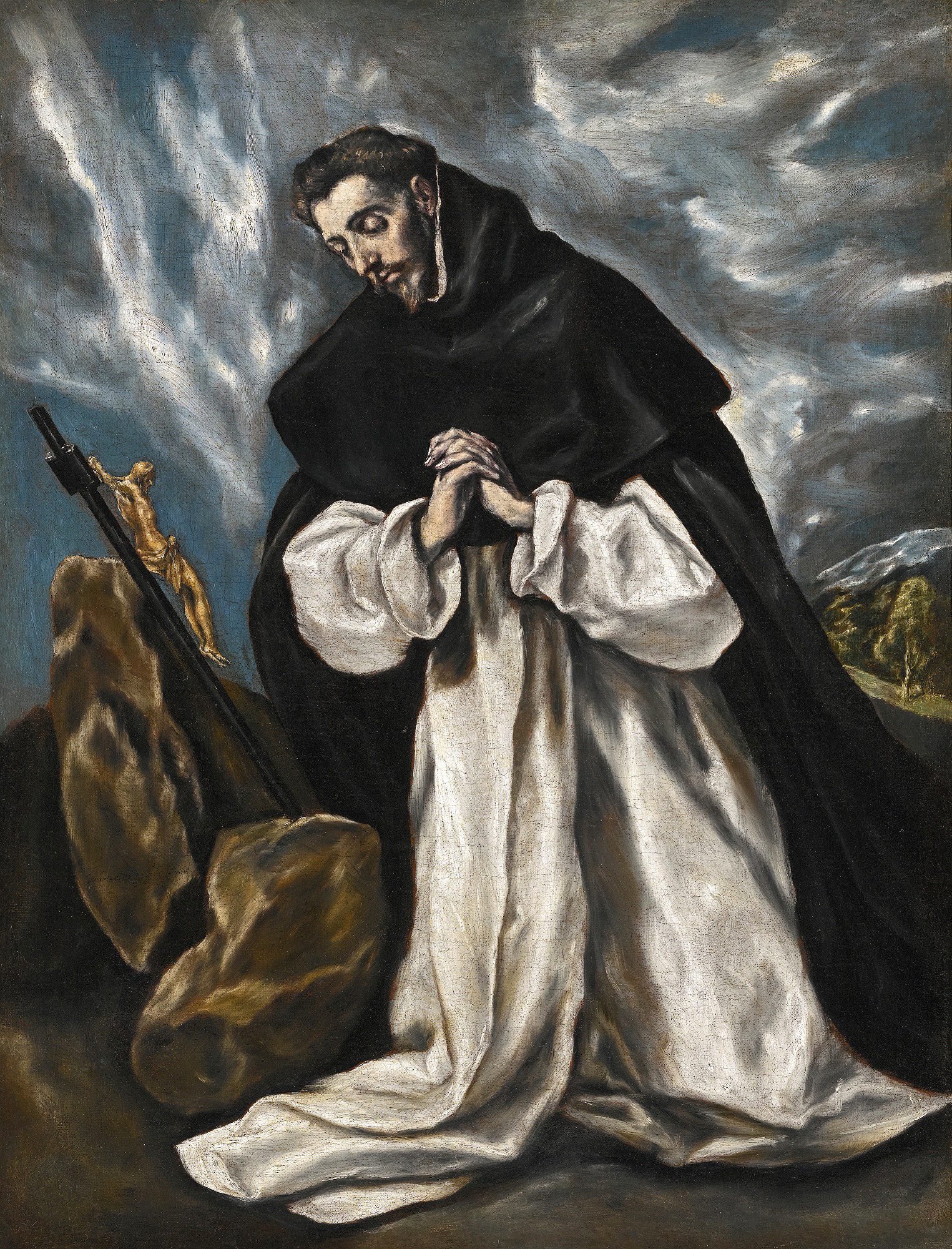
Эль Греко. Святой Доминик. Холст, масло. 75 x 58 см.Продан на аукционе в 2013 году за 9 154 500 фунтов стерлингов
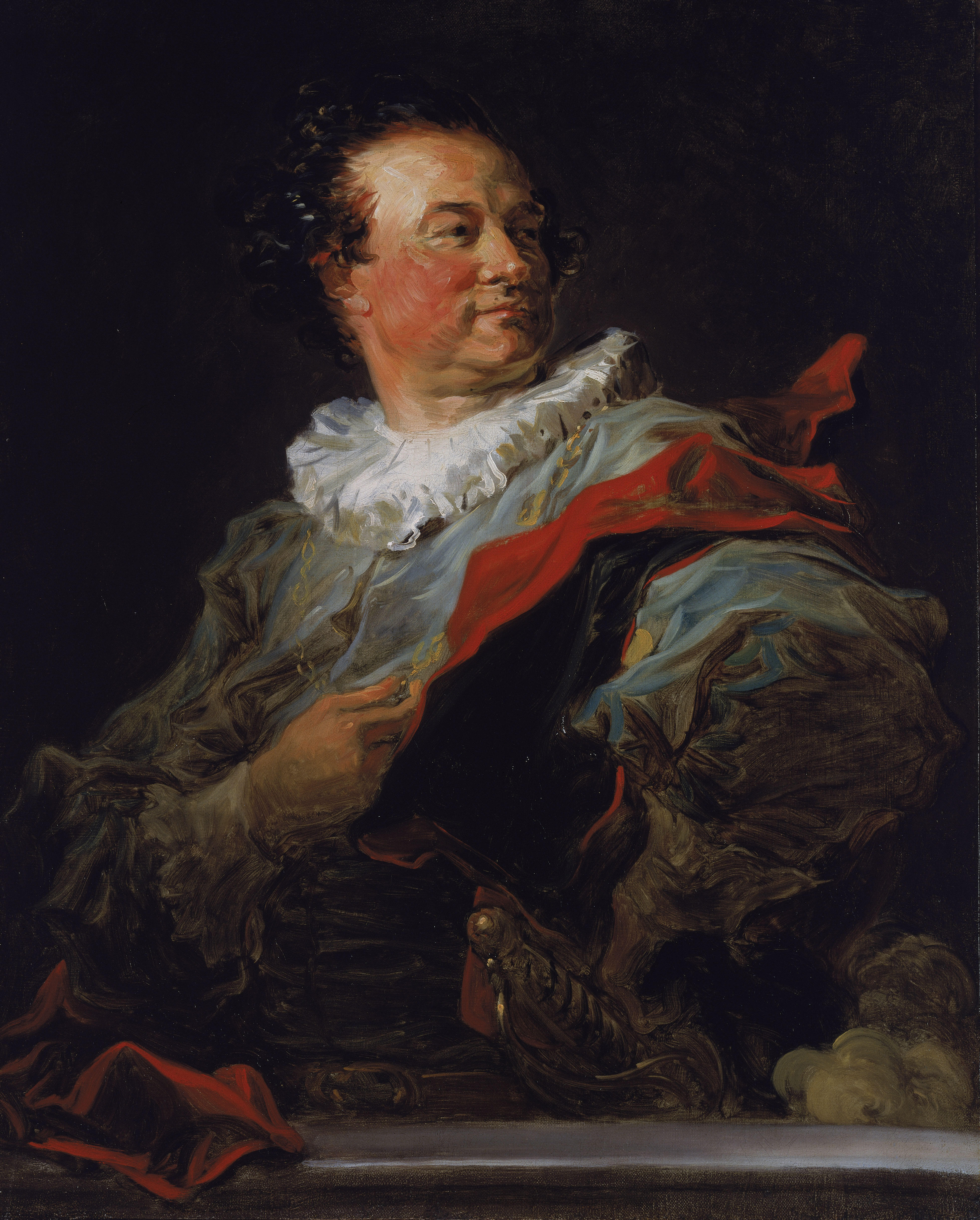
Жан-Оноре Фрагонар. Портрет Франсуа-Анри д'Аркура. Холст, масло. 81 x 65 см. Продан на аукционе в 2013 году за 17 106 500 фунтов стерлингов
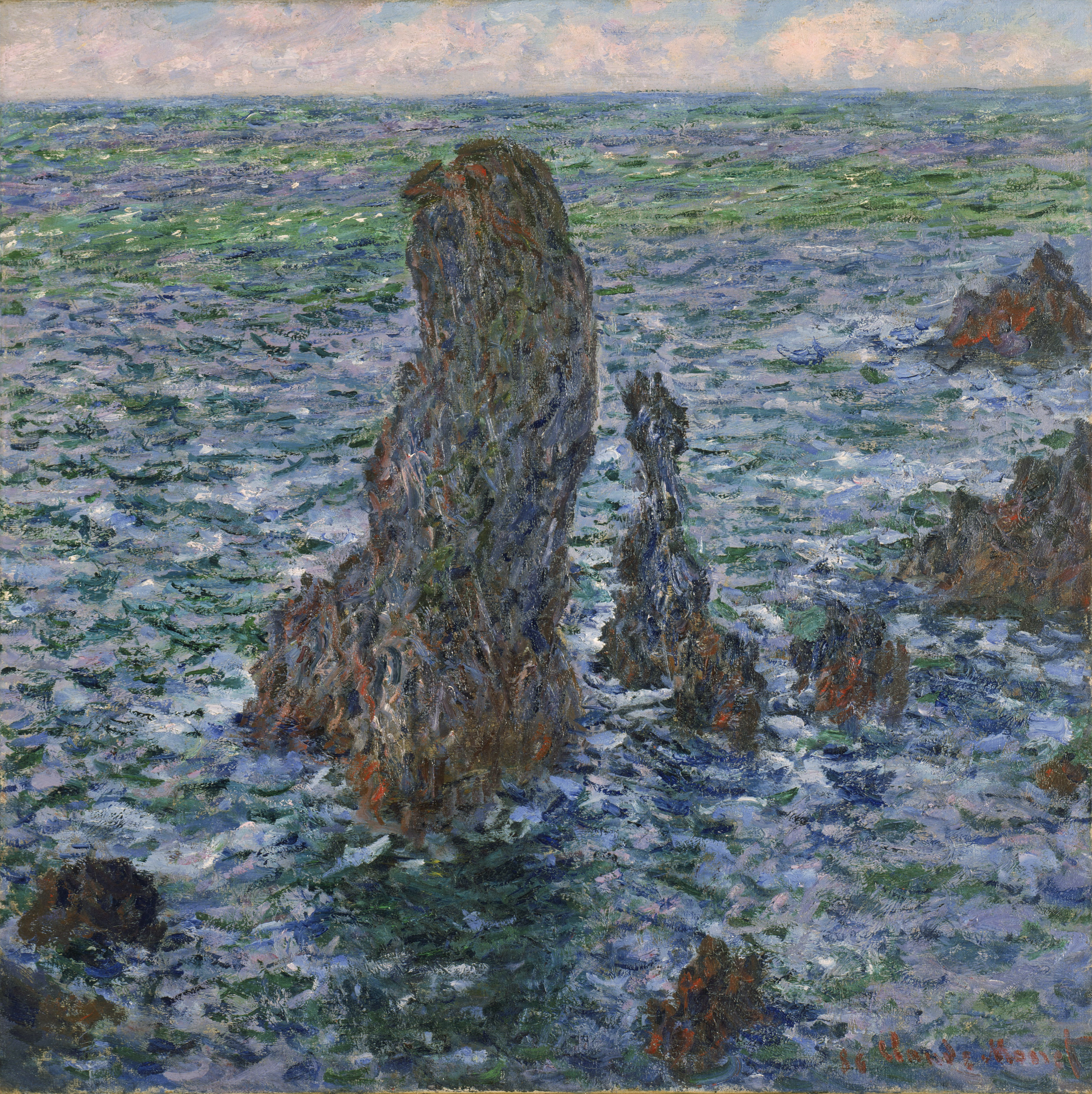
Клод Моне. Пирамиды Порт-Котон. 1886. Холст, масло. 65,5 x 65,6 см
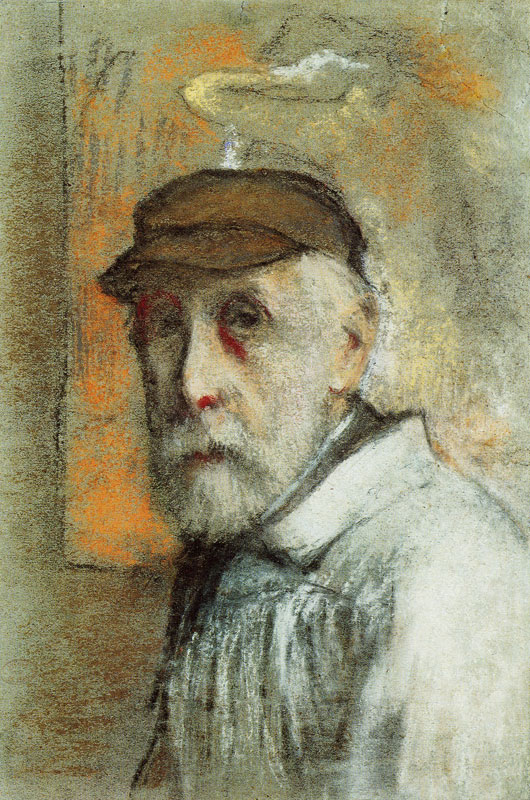
Эдгар Дега. Автопортрет. Около 1900. Пастель, бумага на холсте. 47,5 x 32,5 см.